# Stiborius (cráter)
Stiborius es un cráter de impacto que se encuentra al sur-suroeste del cráter Piccolomini, en el cuadrante sureste de la cara visible de la Luna. Al sur-suroeste de Stiborius se halla el cráter Wöhler, más pequeño. Stiborius tiene 44 kilómetros de diámetro y 3,7 kilómetros de profundidad.
El borde de este cráter está bien definido, con poca apariencia de erosión. Es aproximadamente de forma circular, pero tiene un prominente saliente hacia el noreste, donde el brocal se ha desplomado en el interior. Presenta el aterrazado de las paredes interiores del sureste y del norte. El suelo interior es algo irregular, y posee un pico central bajo en el punto medio que está conectado a la pared noreste por una cresta de escasa altura. Es del período Período Ímbrico Superior, de hace entre 3800 y 3200 millones de años.
Lleva el nombre de Andreas Stiborius, filósofo, teólogo, y astrónomo del siglo XV.

## Cráteres satélite
Por convención estos elementos son identificados en los mapas lunares poniendo la letra en el lado del punto medio del cráter que está más cerca de Stiborius.
|           | \| Stiborius \| Coordenadas \| Diámetro \| \| --------- \| ----------------------------- \| -------- \| \| A \| 36°54′S 35°30′E / -36.9, 35.5 \| 32 km \| \| B \| 37°18′S 33°30′E / -37.3, 33.5 \| 9 km \| \| C \| 33°54′S 33°18′E / -33.9, 33.3 \| 22 km \| \| D \| 33°24′S 35°42′E / -33.4, 35.7 \| 18 km \| \| E \| 34°48′S 34°06′E / -34.8, 34.1 \| 15 km \| \| F \| 35°42′S 32°24′E / -35.7, 32.4 \| 8 km \| \| G \| 37°18′S 35°42′E / -37.3, 35.7 \| 10 km \| \| J \| 36°06′S 35°36′E / -36.1, 35.6 \| 10 km \| \| K \| 35°30′S 34°36′E / -35.5, 34.6 \| 16 km \| \| L \| 35°00′S 33°30′E / -35.0, 33.5 \| 10 km \| \| M \| 35°30′S 32°48′E / -35.5, 32.8 \| 7 km \| \| N \| 36°18′S 32°54′E / -36.3, 32.9 \| 9 km \| \| P \| 33°12′S 34°00′E / -33.2, 34.0 \| 6 km \| |          |
| Stiborius | Coordenadas | Diámetro |
| A         | 36°54′S 35°30′E / -36.9, 35.5 | 32 km    |
| B         | 37°18′S 33°30′E / -37.3, 33.5 | 9 km     |
| C         | 33°54′S 33°18′E / -33.9, 33.3 | 22 km    |
| D         | 33°24′S 35°42′E / -33.4, 35.7 | 18 km    |
| E         | 34°48′S 34°06′E / -34.8, 34.1 | 15 km    |
| F         | 35°42′S 32°24′E / -35.7, 32.4 | 8 km     |
| G         | 37°18′S 35°42′E / -37.3, 35.7 | 10 km    |
| J         | 36°06′S 35°36′E / -36.1, 35.6 | 10 km    |
| K         | 35°30′S 34°36′E / -35.5, 34.6 | 16 km    |
| L         | 35°00′S 33°30′E / -35.0, 33.5 | 10 km    |
| M         | 35°30′S 32°48′E / -35.5, 32.8 | 7 km     |
| N         | 36°18′S 32°54′E / -36.3, 32.9 | 9 km     |
| P         | 33°12′S 34°00′E / -33.2, 34.0 | 6 km     |

## Referencias

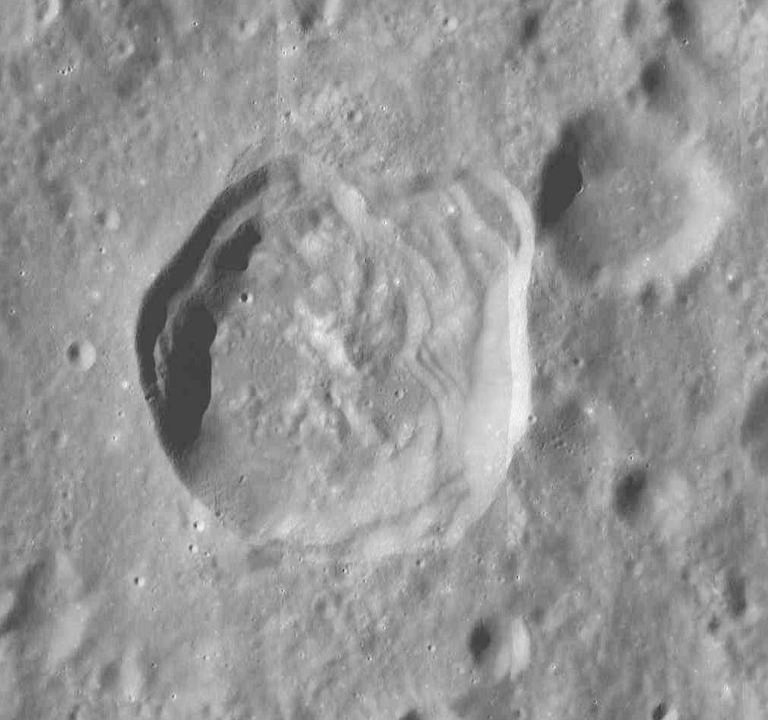
Fotografía de la misión LRO